# Амакан

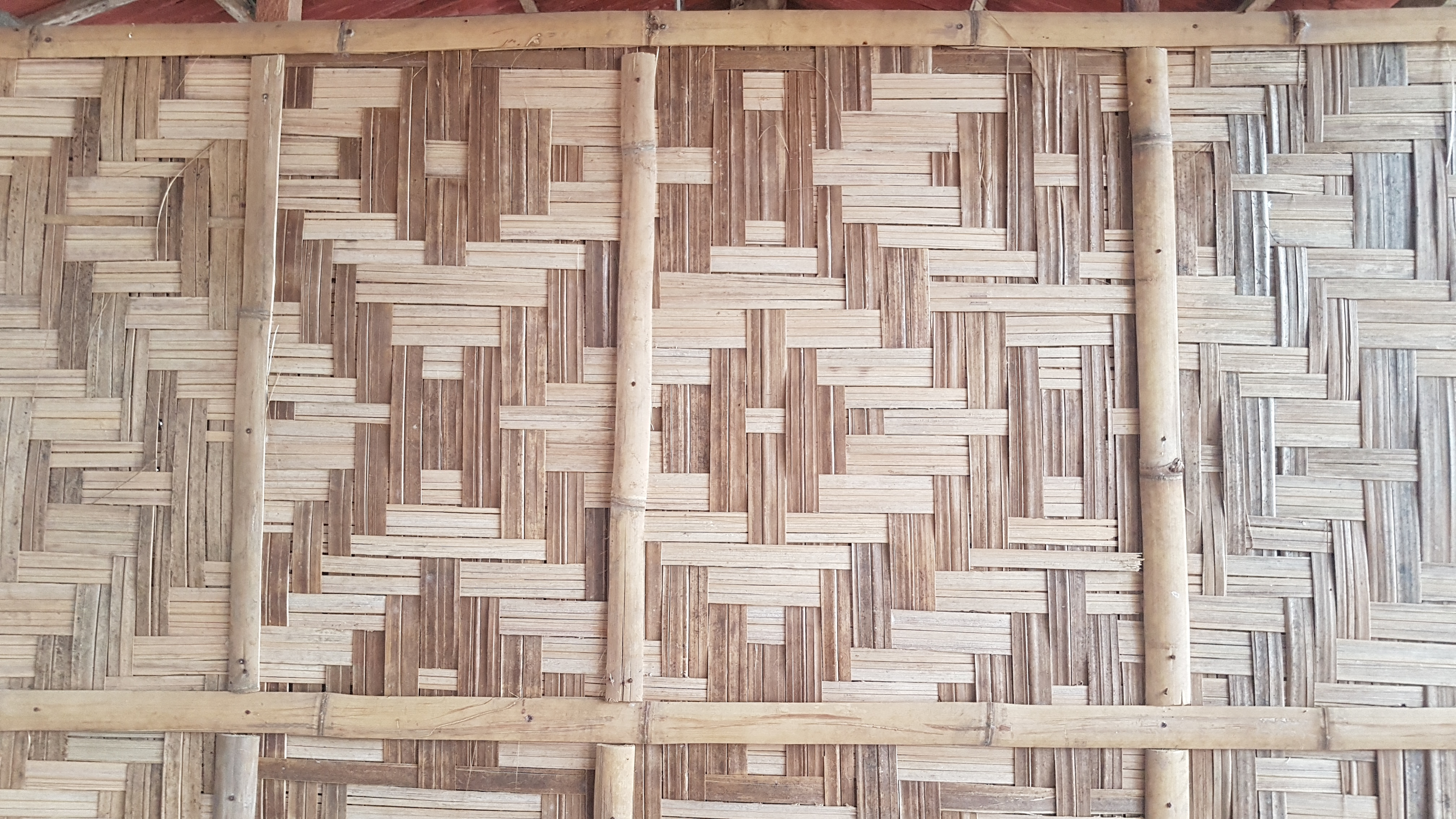
Типичная амаканская стена в пляжной хижине в Восточном Мисамисе.

Амакан, также известный как савали на севере Филиппин, представляет собой тип традиционных плетёных циновок из расщеплённого бамбука, используемых в качестве стен, панелей или облицовки стен на Филиппинах. Они вплетены в различные замысловатые традиционные узоры, часто приводящие к повторяющимся диагональным, зигзагообразным или ромбовидным формам. Термин «савали» более правильно определить как узоры плетения из саржи. Этот термин также может применяться к корзинам и баниг (мягкие тканые коврики из листьев пандана, соломы пальмы бури, абаки или осоки), в которых также используются те же схемы плетения. Панели Амакан обычно путают со стенами нипа, которые сделаны из соломенных листьев.
Они используются в качестве стен в традиционных хижинах нипа (бахай кубо) на Филиппинах. Они лёгкие и пористые, что позволяет циркуляции воздуха сохранять прохладу в зданиях в жарком тропическом климате. Пористость также уравновешивает давление внутри дома во время сильного ветра, сводя к минимуму повреждение крыши. Перед установкой Амакан нуждается в обработке. Их замачивают в морской воде, сушат, а затем обычно (но не всегда) покрывают лаком. Обычно их прикрепляют к деревянному каркасу, а затем обшивают бамбуковыми или кокосовыми досками.

Амакан ассоциируется с сельским жильём с низким доходом, потому что он недорогой и его легко заменить. Нередко амакан также используется в качестве элемента дизайна (обычно в качестве облицовки или панелей) в современной филиппинской архитектуре, чтобы изобразить деревенскую, традиционную и тропическую эстетику. Он также экологически устойчив, потому что сделан из бамбука.

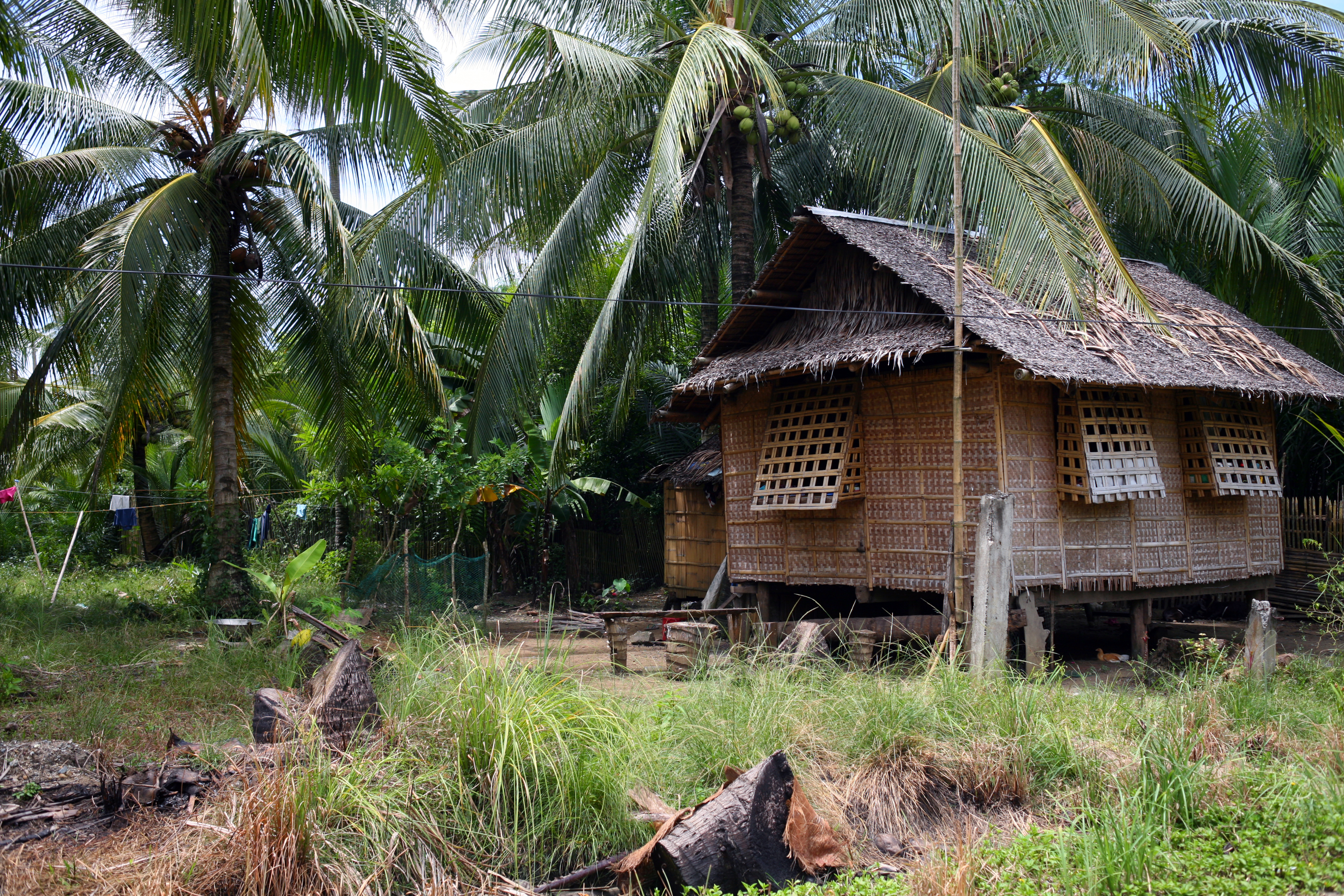
Сельский дом в Аклане с простыми амаканскими стенами.
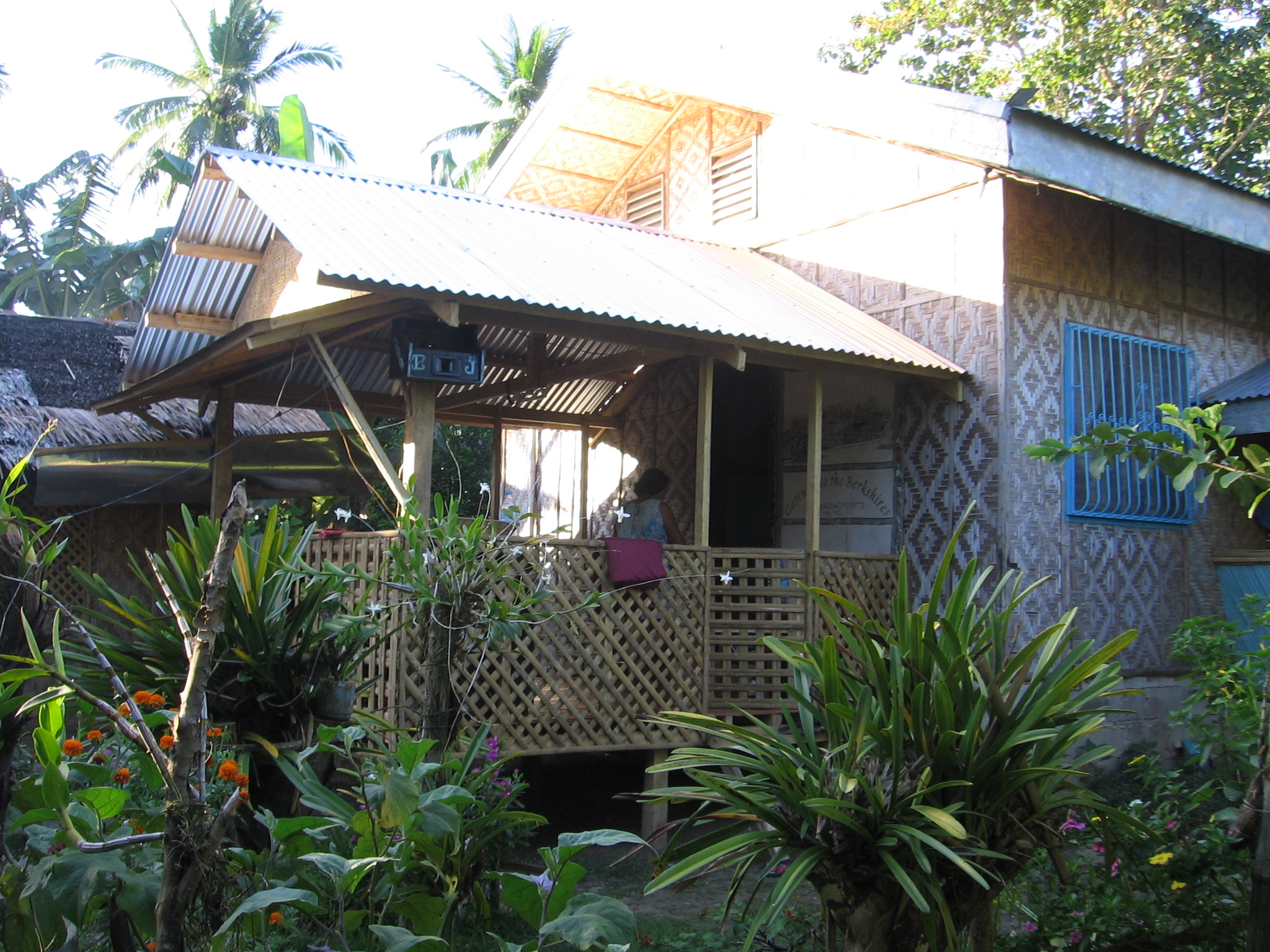
Сельский дом в Лейте с обшивкой из амакана, переплетенной ромбовидным узором.
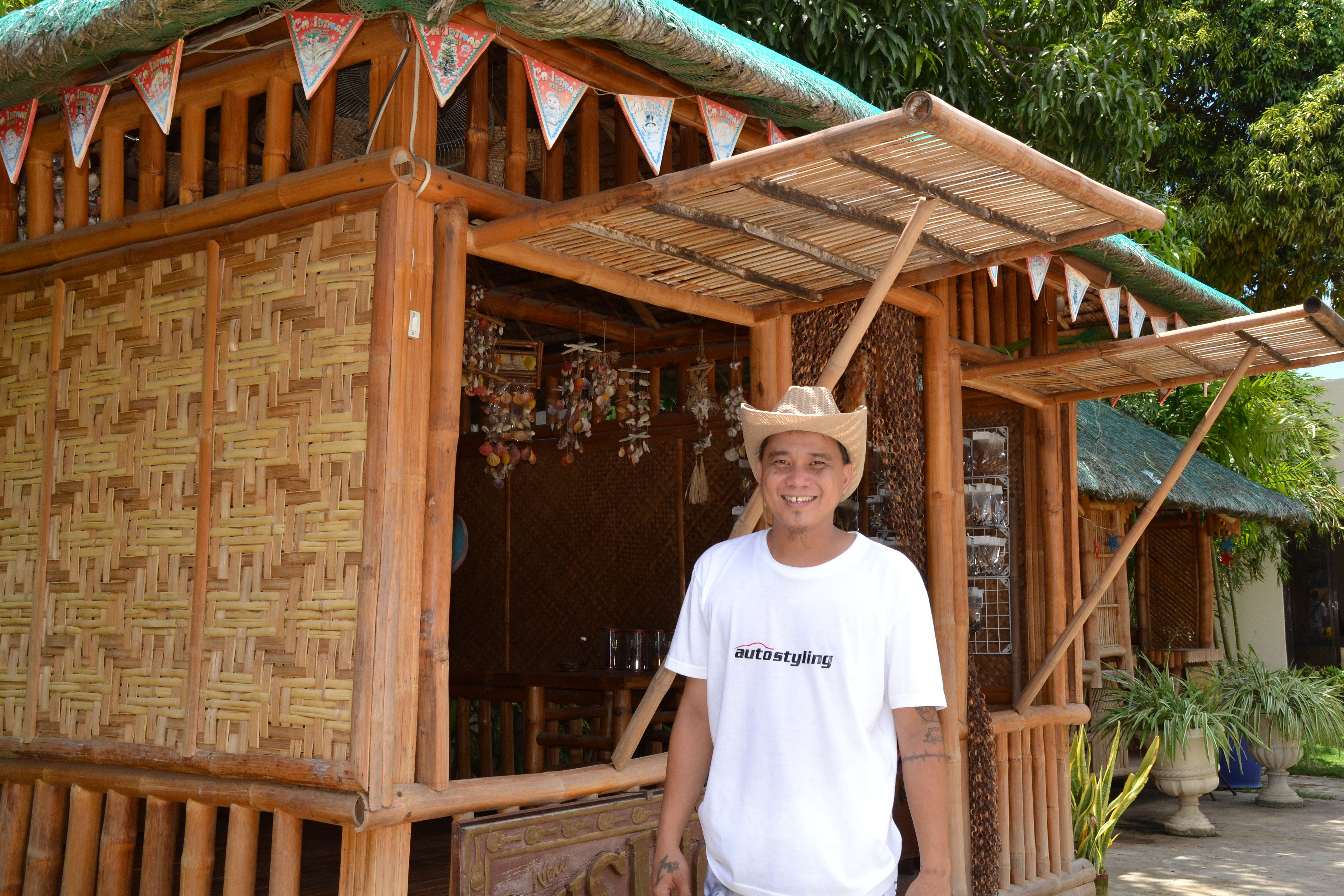
Сувенирный магазин на Бохоле с амаканскими стенами
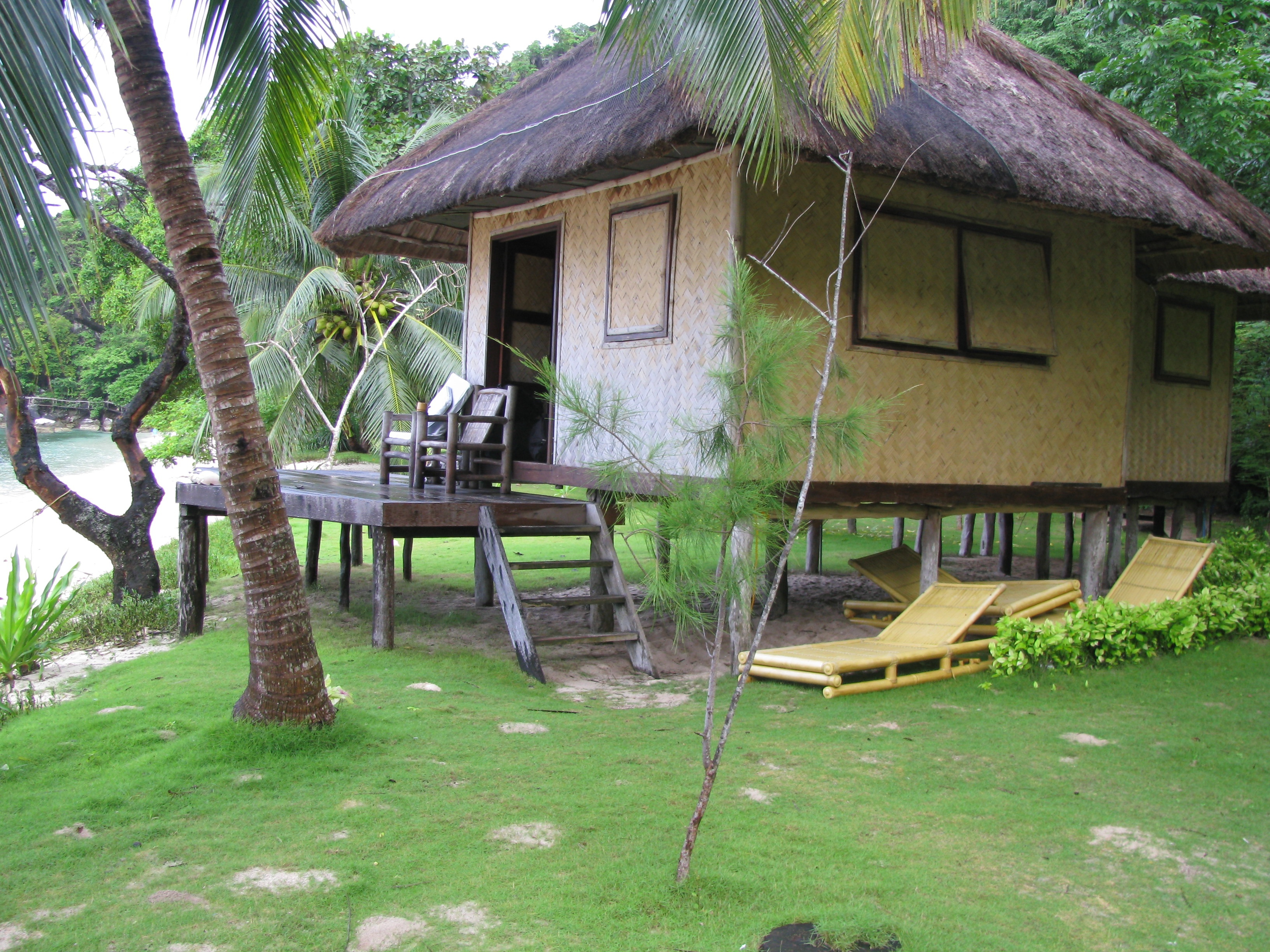
Современный курортный гостевой дом в Бусуанге, Палаван, с простыми диагональными стенами из савали.
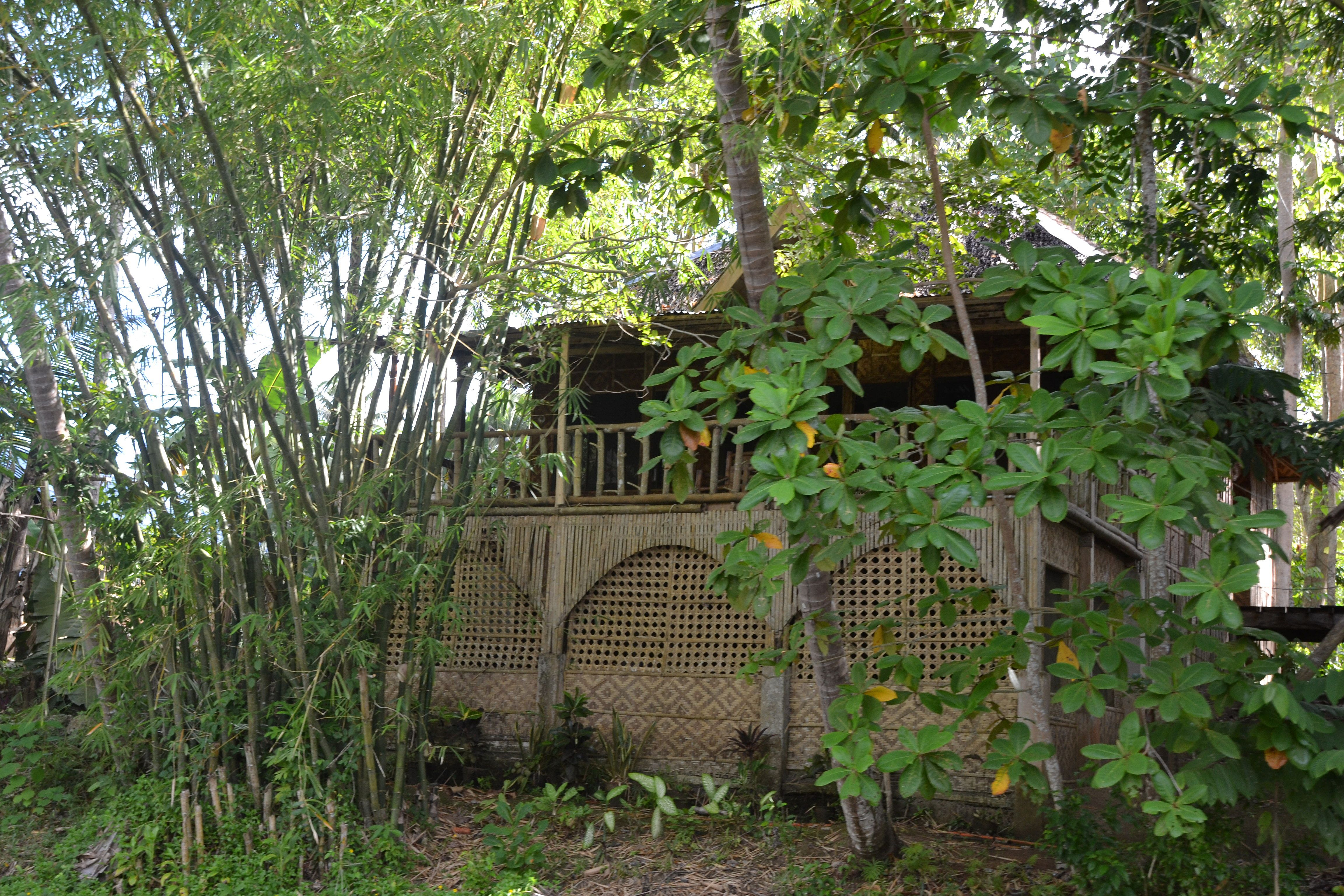
Традиционный филиппинский дом с амаканскими стенами на Бохоле.
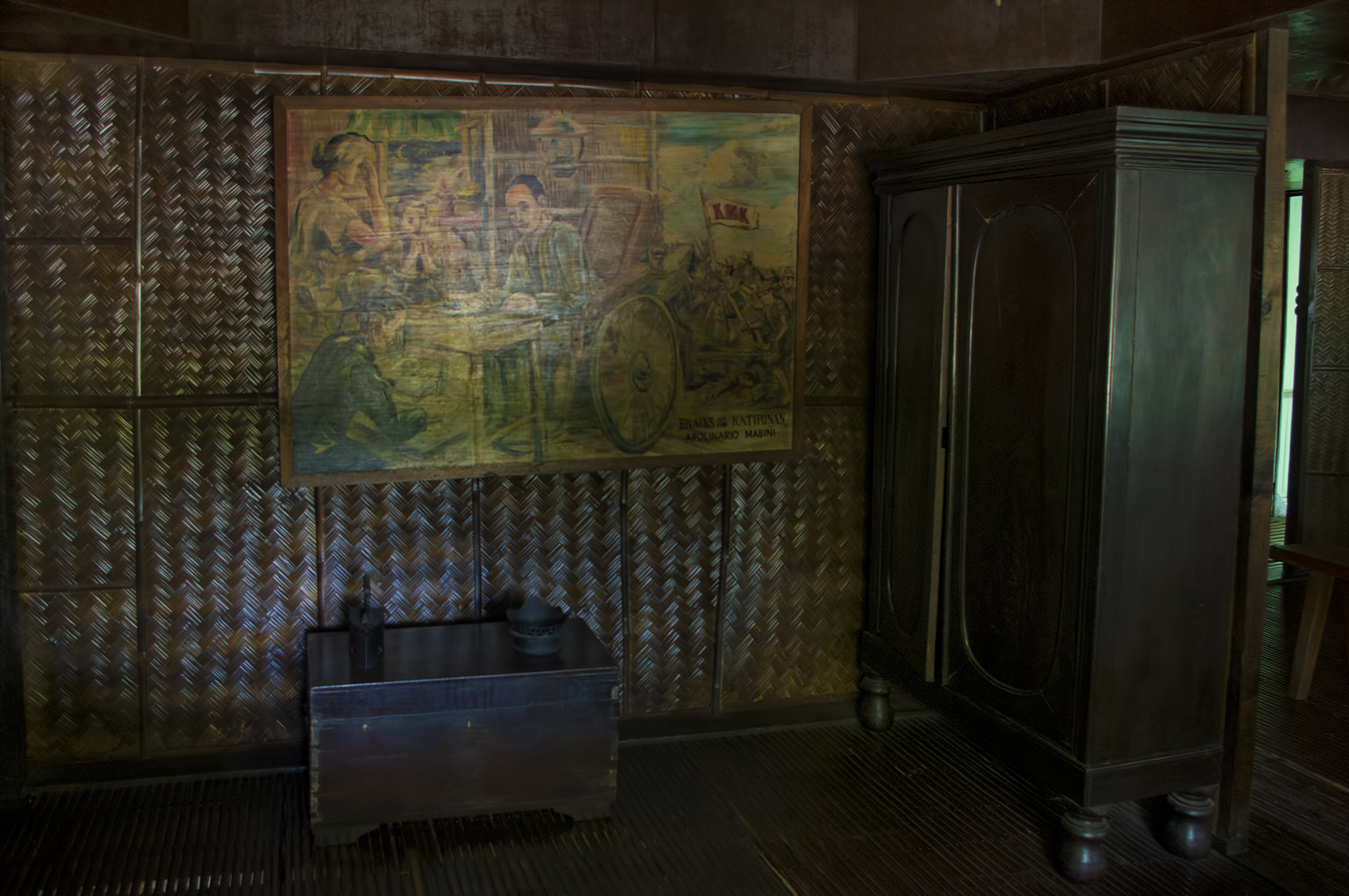
Внутренние панели савали в храме Мабини, традиционном филиппинском доме ( бахай кубо )

## Смотрите также
- Баниг
- Ротанг

## использованная литература
1. ↑  Batuan SLPA produces amakan for local and national trades. GOVPH. Department of Social Welfare and Development, Republic of the Philippines. Дата обращения: 23 апреля 2021. Архивировано 26 октября 2022 года.
2. ↑  Miller, Hugo H. Philippine Mats. — Manila : Bureau of Printing.
3. ↑  Parker, Luther. Some Common Baskets of the Philippines. — Manila : Bureau of Printing. Архивная копия от 26 октября 2022 на Wayback Machine
4. 1 2  Use of Indigenous Filipino Materials and Methods in Building Green Homes. Buensalido Architects. Дата обращения: 23 апреля 2021. Архивировано 26 октября 2022 года.
5. ↑  Plywood. — Global Shelter Cluster. Архивная копия от 9 декабря 2021 на Wayback Machine
6. ↑  Can't get enough of the 'tiny house' bahay kubo? Check out this modern amakan house. GMA News Online. 25 августа 2020. Архивировано 26 октября 2022. Дата обращения: 23 апреля 2021.
7. ↑  An Old Fashioned Pinoy Bahay Kubo In Palawan. RealLiving. 7 сентября 2017. Архивировано 26 октября 2022. Дата обращения: 23 апреля 2021.
8. ↑  Ошибка: не задан параметр |заглавие = в шаблоне {{публикация}}. Архивная копия от 9 декабря 2021 на Wayback Machine